# Ostrów Wielkopolski (district)
Ostrów Wielkopolski (powiat ostrowski) is een Pools district (powiat) in de Poolse provincie Groot-Polen. De oppervlakte bedraagt 1160,65 km², het inwonertal 161.403 (2014).
Stad- en landgemeenten:
Nowe Skalmierzyce · Odolanów · Raszków

Landgemeenten:
Ostrów Wielkopolski (regeringsplaats) · Przygodzice · Sieroszewice · Sośnie
Stadsdistricten:
Kalisz · Konin · Leszno · Poznań

Districten:
Chodzież · Czarnków · Gniezno · Gostyń · Grodzisk Wielkopolski · Jarocin · Kalisz · Kępno · Koło · Konin · Kościan · Krotoszyn · Leszno · Międzychód · Nowy Tomyśl · Oborniki · Ostrów Wielkopolski · Ostrzeszów · Piła · Pleszew · Poznań · Rawicz · Słupca · Środa Wielkopolska · Śrem · Szamotuły · Turek · Wągrowiec · Wolsztyn · Września · Złotów

Grootste steden:
Gniezno · Jarocin · Kalisz · Koło · Konin · Kościan · Krotoszyn · Leszno · Luboń · Ostrów Wielkopolski · Piła · Poznań · Śrem · Swarzędz · Turek · Wągrowiec · Września